# Григорьев, Борис Николаевич (писатель)
Борис Николаевич Григорьев (8 февраля 1942 года, с. Порой Трубетчинского района Рязанской, ныне Липецкой области) — российский писатель-историк, полковник СВР в отставке.

## Биография

### Происхождение
Дед по отцу — Григорьев Иван Сергеевич (1882—196..), уроженец Самарской губернии, жил в с. Порой, похоронен в Липецке; бабушка Ксения Егоровна (?—1957), уроженка с. Порой, похоронена там же.
Дед по матери Зайцев Тихон Илларионович (27.5.1886-3.3.1944), родился в с. Курапово Лебедянского района Рязанской области, бабушка Александра Семёновна, урожд. Новгородова (1885—1966), родилась в с. Губино Лебедянского района, оба похоронены в с. Курапово. Зайцев Т. И., солдат 4-й роты 7-го Туркестанского полка, участник Первой мировой войны, был взят в плен, отбывал плен в лагере в районе г. Мюнстера, Германия, вернулся на родину в 1919 году.
Отец Григорьев Николай Иванович, родился 18 ноября (по другим данным 19 октября) 1918 года в с. Порой. Окончив семилетнюю Поройскую школу, он поступил в Липецкое педучилище, которое окончил с отличием. Затем по комсомольскому призыву поступил в военно-морское училище в Севастополе, которое окончил в 1940 году по специальности артиллерист береговой обороны и был направлен служить на о-в Дагё, ЭССР. Войну член ВКП(б) с 1939 года лейтенант Григорьев встретил в качестве командира огневого взвода 508-й зенитной артбатареи БОБР (береговая оборона Балтийского района), а 21 октября 1941 года был назначен помощником командира 508-й зенитной батареи СУС (Северного укреплённого сектора) БОБР. Был взят немцами в плен и был направлен в концентрационный лагерь в Норвегии. Репатриирован на родину в июне 1945 года. Умер в Москве в 1986 году.
Мать Григорьева (Зайцева) Пелагея Тихоновна, родилась 4 октября 1919 года в с. Курапово. После окончания в 1938 году Лебедянского педучилища была направлена на работу в Поройскую семилетнюю школу преподавать русский язык и литературу. Здесь 15 мая 1941 года вступила с ним в брак. В 1943 года была принята на работу учителем в Кураповскую начальную школу, в которой проработала до 1976 года. С 15 августа 1951 года исполняла должность директора школы. Указом Президиума Верховного Совета РСФСР от 22 июня 1965 года ей было присвоено звание заслуженного учителя республики. Награждена медалями «50 лет победы в Великой Отечественной войне 1941—1945 г.г.» и «За доблестный труд в Великой Отечественной войне 1941—1945 гг.». Умерла 21 октября 1996 года и похоронена рядом с родителями на Кураповском кладбище.

### Учёба, работа
По окончании Троекуровской средней школы в 1959 году поступил на переводческий факультет МГПИИЯ им. Мориса Тореза, который окончил в 1965 году по специальности переводчик немецкого и английского языка и специалист по машинному переводу.
В 1965—1966 году учился в 101-й школе КГБ, где наряду с оперативной подготовкой завершил изучение шведского языка. В 1966—1991 гг. работал в Управлении «С» ПГУ КГБ при СМ СССР и по линии этого управления находился в длительной загранкомандировке в Дании (1970—1974) и в Швеции (1977—1982). В 1991—1992 гг. работал в качестве резидента на Шпицбергене. Далее последовала работа преподавателем шведского языка в Краснознамённый имени Ю. В. Андропова институт КГБ СССР (1992—1994) и в управлении «ВС» СВР (взаимодействие с западноевропейскими разведывательными службами).

## Творчество
Жанры: художественная и документальная литература, история разведки, история России и Швеции.
В 1996 году уволился на пенсию и целиком сосредоточился на писательской деятельности. В том же году в Москве издал первую книгу о советской нелегальной разведке «Иуда из Ясенева» о своём друге и коллеге Олеге Гордиевском. В последующие годы сотрудничал с московским издательством «Гелеос», в котором в конце 90-х годов вышли три книги: «Перебежчик», «Шпион жизни» и «Шпион смерти».
В эти же годы в издательстве ОЛМА-ПРЕСС вышла из печати книга «Найти и завербовать», прообразом главного героя которой стал советский нелегал Д. Быстролётов, а в Петербургском издательстве МиМ-Дельта (при участии московского «Центрполиграфа») в 2002 году — документальная повесть о работе в скандинавских странах «Скандинавия с чёрного хода».
В 2004—2011 гг. в шведском издательстве «Efron och Dotter» на шведском языке вышли книги «Med SÄPO I hälarna», «Mötesplats Stockholm», «Beria», «Illegalister», «Spioner emellan» (в соавторстве с бывшим руководителем русского отдела шведской контрразведки SÄPO Туре Фошбергом) и «Kampen mot övermakten» (о первой фазе Северной войны, в соавторстве с док. ист. наук А. Беспаловым).
В сотрудничестве с издательством «Молодая гвардия» были опубликованы книги: «Повседневная жизнь советского разведчика» (2004), «Карл XII» (2006), «Повседневная жизнь царских жандармов» (в соавторстве с Б. Г. Колоколовым, 2007), «Повседневная жизнь царских дипломатов» (2010) и «Королева Кристина» (2012).
В сотрудничестве с издательством «Вече» вышли в печать документальные биографии «Бернадот» (двумя тиражами 2013 и 2015), «Бестужев-Рюмин» (двумя тиражами 2013—2014) и «Скандинавия глазами разведчика» (2014).
В 2006 году в ЦЧИ (Воронеж) вышла книга «На берегах Красивой Мечи», в 2013 году в липецком издательстве ООО РПА «РЕД ПРО» вышла биография русского и советского пианиста Константина Игумнова. В 2012 году в Петербургском издательстве «Гангут» вышла книга об аварии советской подводной лодки в 1981 году в акватории базы ВМФ Швеции «Швеция под ударом».
Издательство «Press-Book.ru» (Москва) издало в 2021 году книги «Остерманы» (биографии «птенца» Петра I А. И. Остермана и его внука, героя Отечественной войны 1812 года А. И. Остермана-Толстого), «Илларион Васильевич Васильчиков»"Илларион Васильевич Васильчиков" (биография героя Отечественной войны 1812 года и государственного деятеля России), «Реки жизни» (автобиография писателя) и «Так кто был кто» (о противостоянии спецслужб России и Швеции).
Журнальные публикации: «Шпион любви» (журнал «Петровский мост» № 2 2017), «Банкнота в один фунт стерлингов» (там же № 2, 2018), «Борька-разведчик» (там же № 1 2020), «Рабы с Востока» (о советских военнопленных в Норвегии, журнал «Приокские зори» № 2-4 2021), отрывки из рукописей «Курьёзы губернской жизни» («Литературные знакомства», № 1(45) 2020) и «Россия и Швеция после Петра и Карла», (там же № 6(50) 2020). Публикации в газете «Лебедянские вести».

## Оценки, ссылки
Стенд и архив в Лебедянском краеведческом музее; интервью в программе НТВ «Как это было» по делу предателя О. Гордиевского; интервью петербургским газетам «Трибуна» и др., а также газете «Красная звезда» журналисту А. Бондаренко.

## Семья
- Первая жена — Григорьева (Нежная) Ирэн Анатольевна, 1941 г. р., преподаватель английского языка. Дети:
  - Марина, 1966 г. р.
  - Юлия, 1974 г. р.
- Вторая жена — Григорьева (Макеева) Наталья Геннадиевна, 1961 г. р., преподаватель английского языка.
- Проживает в Москве и с. Курапово.
- Владеет немецким, английским и скандинавскими языками.

## Сочинения
- Григорьев Б. Н. Перебежчик. — М.: Гелеос, 2000. — 464 с. — ISBN 978-5-237-06154-0.
- Григорьев Б. Н. Шпион жизни. — М.: Гелеос, 2001. — 464 с. — (Мастера остросюжетной прозы). — ISBN 978-5-8189-0069-X.
- Григорьев Б. Н. Найти и завербовать. — М.: Олма-Пресс, 2003. — 383 с. — (Досье). — ISBN 978-5-94849-203-6.
- Григорьев Б. Н. Повседневная жизнь советского разведчика, или Скандинавия с чёрного хода. — М.: Молодая гвардия, 2004. — 471 с. — (Живая история: Повседневная жизнь человечества). — ISBN 5-235-02706-Х.
- Григорьев Б. Н. Карл XII, или Пять пуль для короля. — М.: Молодая гвардия, 2006. — 521 с. — (Жизнь замечательных людей: Серия биографий). — ISBN 978-5-235-02910-0.
- Григорьев Б. Н., Колоколов Б. Г. Карл XII, или Пять пуль для короля. — М.: Молодая гвардия, 2007. — 852 с. — (Живая история: Повседневная жизнь человечества). — ISBN 978-5-235-02993-4.
- Григорьев Б. Н. Повседневная жизнь царских дипломатов в XIX веке. — М.: Молодая гвардия, 2010. — 521 с. — (Живая история: Повседневная жизнь человечества). — ISBN 978-5-235-03248-4.
- Григорьев Б. Н. Королева Кристина. — М.: Молодая гвардия, 2012. — 459 с. — (Жизнь замечательных людей: Малая серия). — ISBN 978-5-235-03512-6.
- Григорьев Б. Н. Швеция под ударом. Из истории современной скандинавской мифологии. — СПб.: Гангут, 2012.
- Григорьев Б. Н. Бернадот. — СПб.: Вече, 2013. — (Великие исторические персоны). — ISBN 978-5-4444-1103-2.
- Григорьев Б. Н. Бестужев-Рюмин. — СПб.: Вече, 2013. — (Великие исторические персоны). — ISBN 978-5-4444-1104-9.
- Григорьев Б.Н. На берегах Красивой Мечи. — Воронеж: ЦЧИ, 2013.
- Григорьев Б. Н. Константин Игумнов. — Липецк.
- Григорьев Б. Н. ОСТЕРМАНЫ. — М.: «Press-Book.ru», 2021. — 442 с. — ISBN 978-5-6043587-6-4.
- Григорьев Б. Н. Илларион Васильевич Васильчиков. — М.: «Press-Book.ru», 2021. — 367 с. — ISBN 978-5-6043587-8-8.
- Григорьев Б. Н. Так кто был кто?. — М.: «Press-Book.ru», 2021. — 254 с. — ISBN 978-5-6046311-0-2.
- Григорьев Б. Н. РЕКИ ЖИЗНИ. — 2-е. — М.: «Press-Book.ru», 2021. — 568 с. — ISBN 978-5-6046311-4-0.